# Ubay ibn Ka'b
Ubay ibn Ka'b ibn Qays (arabe : أبي بن كعب بن قيس) aussi connu comme Abou Moundhir (le père de Moundhir), était un compagnon de Mahomet, prophète de l'islam, et une personnalité très importante de la première communauté musulmane.

## Biographie
Ubay est né à Yathrib (plus tard rebaptisée Médine) et faisait partie de la tribu des Banu Khazraj. Il fut un des premiers à accepter l'islam et prêta allégeance à Mahomet à al-Aqaba avant l'Hégire vers Médine et participa à la bataille de Badr.
Il fut aussi un de ses scribes et écrivit des lettres pour lui. Il fut un des rares qui écrivit les sourates du Coran dans un moushaf (en) (livre où est écrit le Coran) qui lui était propre. Après la mort de Mahomet, il fut une des vingt cinq personnes qui avaient complètement mémorisé le Coran.
Il faisait partie du conseil consultatif auquel le calife Abou Bakr se référait pour résoudre de nombreux problèmes. Ce conseil comprenait Omar, Othman, Ali, Abd ar-Rahmân ibn `Awf, Muadh ibn Jabal et Zayd ibn Thâbit.
Omar ibn al-Khattab consulta ce même groupe lorsqu'il était calife. Pour les décisions juridiques (Fatawa) il faisait référence à Ali, Othman, Ubay ibn Ka'b et Zayd ibn Thabit.
Ubay mourut en 649 ou en 651 pendant le califat d'Othman.

## Héritage
Dans un hadith, le prophète Mahomet dit:

« Apprenez le Coran auprès de quatre personnes : Abd Allah ibn Masud, Salim Mawla Abi Hudhayfa, Ubay ibn Ka'ab et Muadh ibn Jabal . »

Il dit dans un autre hadith:

« Le meilleur lecteur du Coran dans ma communauté est Ubay ibn Ka'b ! . »